# Medwedew-Automat
In der theoretischen Informatik versteht man unter einem Medwedew-Automaten einen endlichen Automaten, dessen Ausgabe direkt der Zustand ist (während sie beim Moore-Automat mit einem eigenen Schaltwerk auf der Basis des Speicherzustandes generiert wird). Der Name geht auf Ju. T. Medwedew zurück, der einer Übersetzung von Automata Studies ins Russische einen eigenen Artikel anhängte.
Als Indikator dienen die Zustände, wobei bei manchen Automaten Akzeptanzzustände (Endzustände) existieren. Ein solcher Medwedew-Automat wird auch Akzeptor genannt. Medwedew-Automaten sind besonders einfach zu realisieren; komplexer sind Mealy-Automaten und Moore-Automaten. Der Medwedew-Automat ist ein Spezialfall des Moore-Automaten.